# Льяловская культура

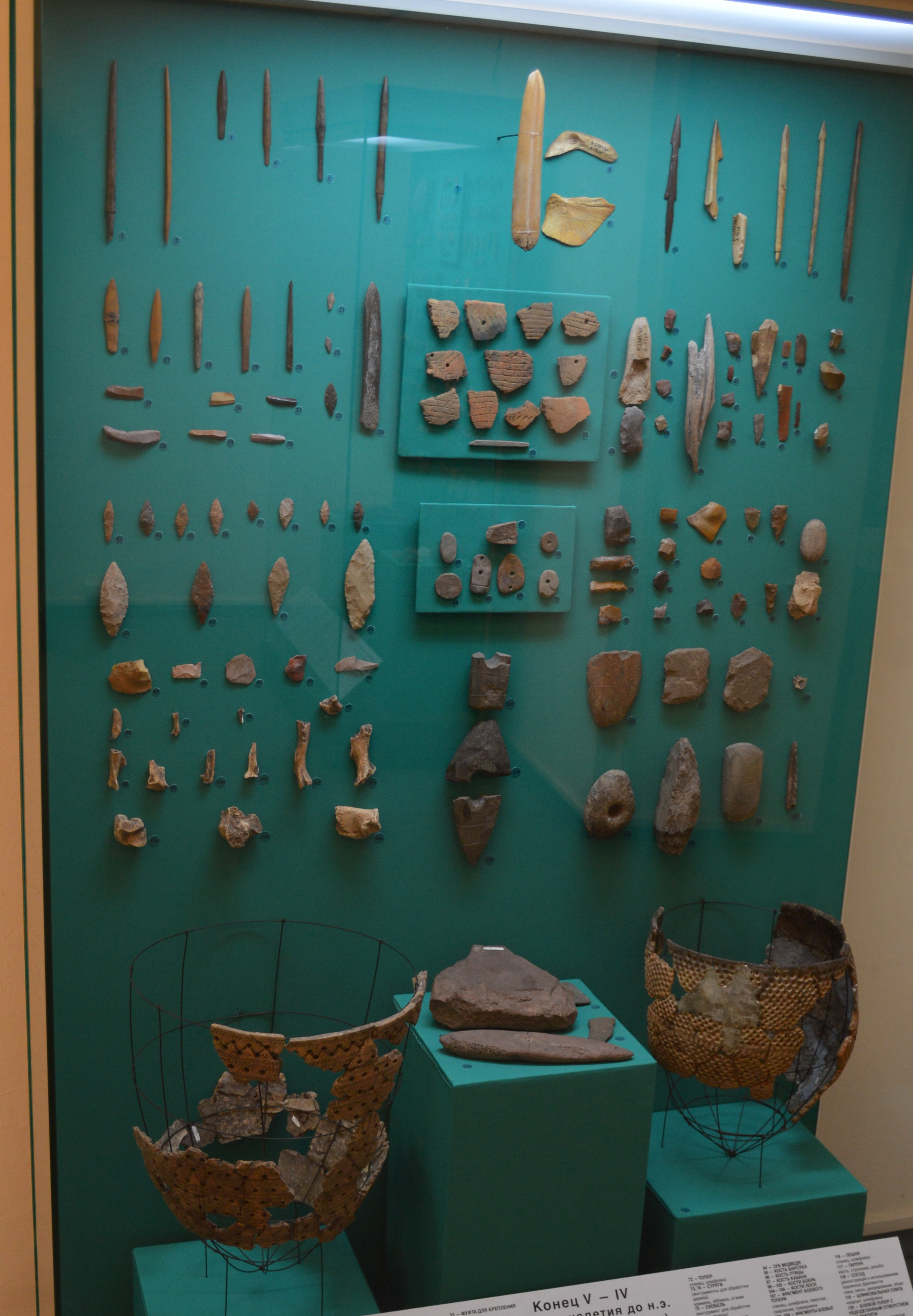
Артефакты мезолита, Верхневолжской и Льяловской культуры

Льяловская культура — субнеолитическая восточноевропейская археологическая культура середины 5-го — 4-го тысячелетий до н. э., локальный вариант культуры ямочно-гребенчатой керамики. Названа по имени поселения в верховьях Клязьмы (Московская область) около села Льялово.

## Локализация
Волго-Окское междуречье: Московская (Льялово), Ивановская (Сахтыш) области.

## Генетические связи
Сменяет собой верхневолжскую культуру, предшествует волосовской культуре. Согласно точке зрения Д. А. Крайнова, Е. Л. Костылевой, А. В. Уткина предки носителей льяловской культуры пришли с территории Русского Севера и Карелии, откуда они расселялись в разных направлениях, в том числе, и в Волго-Очье. По мнению В. В. Сидорова и В. В. Ставицкого, данная культура имеет автохтонное происхождение, связанное с трансформацией древностей местных племён верхневолжской культуры.

## Антропологический облик
Антропологический облик обычно характеризуется как смешанный монголоидно-европеоидный и даже лапоноидный. На приток населения в Волго-Очье именно с Севера указывает близкий антропологический тип северных неолитических насельников (Оленеостровский могильник, Караваиха) и собственно льяловцев (Сахтыш II, Сахтыш IIA и Ловцы I).

## Палеогенетика
У представителя льяловской культуры NEO192 (4993-4791 лет до н. э.) со стоянки Сахтыш II в Тейковском районе Ивановской области определили митохондриальную гаплогруппу K1b2. У представителей льяловской культуры со стоянки Сахтыш IIA определили Y-хромосомные гаплогруппы R1b, Q1b и митохондриальные гаплогруппы U4a1, U5a1.

## Хозяйство
Охота и рыболовство. Преобладание оседлого рыболовства, о чём свидетельствуют мощные слои льяловских стоянок, расположенных по берегам рек и озёр.